# Sínodo de Diamper
O sínodo de Diamper foi uma assembleia sinodal diocesana aberta em 20 de junho de 1599 em Udayamperoor (ou "Diamper") em Kerala (Índia). Sob a pressão de Aleixo de Meneses, arcebispo de Goa, (que o tinha convocado), o arquidiácono Jorge da Cruz e os cristãos de São Tomé adotaram os ritos e a liturgia da igreja latina.
Dom Aleixo convoca para um sínodo, prelados, sacerdotes e demais eclesiásticos. Além disso determina que a este assistam quatro procuradores de cada freguesia que, em nome dos seus conterrâneos, darem consentimento e assinassem suas resoluções. O sínodo que durou seis dias, estiveram presentes mais de 800 pessoas subdivididas por 153 prelados e sacerdotes, cinco jesuítas que dominassem os dialetos malabares e dois os dialetos siríaco e caldeu, diáconos e subdiáconos, pessoas nobres e procuradores representantes da população.
Neste âmbito, foram redigidos uma serie de decretos e aprovados outros que anteriormente já estavam compilados pelo arcebispo organizador.
O rito romano foi adotado e mandado traduzir em síriaco para a administração dos sacramentos, foram pedidos breviários e missais em caldeu para os sacerdotes locais, foi elaborado um catecismo para o malabar e tudo o que pudesse lembrar a heresia anterior foi queimado e destruído.
Este ato separou por consequência os cristãos de São Tomé dos patriarcado caldeu e os fez passar sob a jurisdição do Arcebispo de Goa. A arquidiocese de Angamale foi relegada ao papel de diocese sufragânea de Goa (em 1600). Foi imposta a jurisdição do Padroado e os bispos dos Cristãos de São Tomé foram nomeados pelo padroado português. Em 4 de Agosto de 1600, o bispado de Angamale é elevado a arcebispado ad honorem, pela bula In supremo militantis Eclesiae concedida pelo Papa Clemente VIII.
A Igreja Católica Siro-Malabar, uma Igreja Católica Oriental sui iuris é derivada diretamente a partir deste Sínodo.